# Język ap ma
Język ap ma, także: botin, kambot, kambrambo, ap ma botin, karaube – język papuaski z prowincji Sepik Wschodni w Papui-Nowej Gwinei (dystrykt Angoram). Według danych z 2010 r. posługuje się nim 10 tys. osób. Ludność Ap Ma zamieszkuje 15 rozproszonych miejscowości na południe od rzeki Sepik, pomiędzy rzekami Keram i Yuat.
Jego przynależność jest niejasna. W jednej z propozycji został zaliczony do języków grass w ramach rodziny języków Ramu i dolnego Sepiku (Lower Sepik-Ramu). Z sąsiednimi językami łączą go pewne cechy typologii. Bywa jednak uważany za izolat, ze względu na brak adekwatnych dowodów leksykalnych na takie związki zewnętrzne. Timothy Usher umieścił ap ma w niewielkiej rodzinie keram, łącząc go w jedną gałąź wschodnią z językiem ambakich.
Nazwa „ap ma” oznacza tyle, co „nie” lub „nic” (zgodnie z lokalnym zwyczajem nazywania języków).
Został opisany w postaci listy słownictwa i artykułów nt. aspektów gramatyki (z II poł. XX w.); poświęcono mu też dość obszerne opracowanie gramatyczne z 1984 r., nieopublikowany słownik (1983) oraz nowszą listę słownictwa (2021). Jest zapisywany alfabetem łacińskim.